# Błędowa Zgłobieńska
Błędowa Zgłobieńska est une localité polonaise de la gmina de Świlcza, située dans le powiat de Rzeszów en voïvodie des Basses-Carpates.